# Calonges
Calonges é uma comuna francesa na região administrativa da Nova Aquitânia, no departamento Lot-et-Garonne. Estende-se por uma área de 16,1 km². Em 2010 a comuna tinha 643 habitantes (densidade: 39,9 hab./km²).